# Симон V дьо Монфор
Симон V дьо Монфор (на английски: Simon V de Montfort) е английски благородник от френски произход, граф на Лестър и Честър.

## Живот
Симон V дьо Монфор е роден на 23 май 1208 г. и е най-малкият син на Симон IV дьо Монфор, виден френски благородник и един от водачите на Албигойския кръстоносен поход. Симон IV наследява голямото Г
рафство Лестър в Англия, но английските власти не го допускат до управлението му, тъй като е френски поданик. По тази причина през 1229 г. наследството му е разделено, като най-големият му син Амори дьо Монфор получава френските владения, а Симон V – Графство Лестър.
Симон заминава за Англия, където става един от приближените на крал Хенри III, през 1238 г. се жени за неговата сестра Елънор, а през следващата година получава наследственото Графство Лестър.
През 1264 г. Симон дьо Монфор оглавява бунтовниците по време на Втората война на бароните и за кратко се превръща във фактически владетел на Англия, приемайки и титлата граф на Честър. По време на управлението си той свиква Парламента на Монфор, смятан за първата пряко избрана Камара в Средновековна Европа, поради което често е сочен за един от идейните предшественици на съвременната парламентарна демокрация.
Симон V дьо Монфор е убит на 4 август 1265 г. по време на битката при Ившам срещу войските на крал Хенри III и принц Едуард.